# Construire un feu (bande dessinée)
Pour les articles homonymes, voir Construire un feu et Construire un feu (film, 1928).
Construire un feu est une bande dessinée française réalisée par Christophe Chabouté en 2007, d'après la nouvelle éponyme de 1907 de Jack London.

## Synopsis
1896, nord du Canada, région du Klondike, la découverte de gisements aurifères déclenche une véritable ruée vers l'or. En plein hiver, par -60°, un chercheur d'or et son chien tentent de rejoindre un campement proche d'une ancienne mine. Normalement, une journée de marche. Mais les conditions sont exécrables, ils doivent affronter la solitude, la neige qui brouille les pistes et surtout le froid. Faire du feu est un gage de survie. Surtout lorsque l'homme tombe dans un ruisseau.

## Les personnages
- le chercheur d'or : Personnage central de l'histoire, peut-être un aventurier arrivé depuis peu dans le grand nord. Il met en application les conseils glanés ici ou là auprès de chercheurs d'or plus expérimentés.
- le chien : il sait, il comprend le danger. Il sait aussi que les hommes sont de bons pourvoyeurs de feu.

## Récompenses
- 2008 : prix Cognac du meilleur Album de Bande dessinée One Shot.

### Documentation
- Laurent Boileau, « Construire un feu – par Chabouté d’après J. London – Vents d’Ouest », sur Actua BD, 22 octobre 2007.
- L. Cirade, « Construire un feu », sur BD Gest, 24 septembre 2007.